# Litthabitella elliptica
Litthabitella elliptica là một loài ốc nước ngọt rất nhỏ có mang và nắp, là động vật thân mềm chân bụng sống dưới nước thuộc họ Hydrobiidae.
Đây là loài đặc hữu của Pháp.